# Pyruvatdehydrogenase E1
Pyruvatdehydrogenase E1 (PDHE1) ist der Name für die Untereinheit E1 des Pyruvatdehydrogenase-Enzymkomplexes. PDHE1 katalysiert die Übertragung eines Acetylrests auf das an die Untereinheit E2 gebundene Lipoyllysin, wobei ein Molekül Kohlenstoffdioxid frei wird. E1 selbst besteht aus zwei α- und zwei β-Untereinheiten. Von α gibt es beim Menschen eine zweite Isoform, die speziell in den Hoden exprimiert wird. 
Mutationen in den Genen, die für α und β kodieren (in α allein sind 80 bekannt), können PDHE1-Mangel bis hin zum Leigh-Syndrom und Laktatazidose verursachen.

## Katalysierte Reaktion
Die Decarboxylierung von Pyruvat findet am Thiamin als katalytischem Zentrum statt, welches eine Atombindung mit Pyruvat bildet, so dass Hydroxy-Ethyliden-Thiamin-Pyrophosphat unter Abspaltung von CO2 entsteht.
 +  →  →
 + CO2 (R=CH3)
Dieser Hydroxy-Ethyliden-Rest (syn. Acetaldehyd) des TPP wird von der α-Liponsäure übernommen (Oxidation). Sie ist an die Lipoat-Trans-Acetylase-Untereinheit kovalent gebunden. Es entsteht S-Acetyl-Hydrolip(oat/onamid).
 +  →  +  (R=CH3)
Es scheint, dass die zwei Thiamin-Moleküle im Tetramer nicht gleichzeitig die genannte Reaktionssequenz durchlaufen. In einer Kristallstudie wurde eine damit zusammenhängende Bewegung des Tetramers festgestellt.
Die hodenspezifische Isoform des Enzyms spielt nach einer Studie an Hamstern eine Rolle bei der Kapazitation.

## Regulation
PDHE1 wird durch Phosphorylierung der α-Einheit inaktiviert bzw. durch Dephosphorylierung aktiviert. Das entsprechende Enzym ist die PDH-Kinase (EC 2.7.11.2), welches selbst ein Teil der PDH ist (= Autophosphorylierung). Erhöhte Aktivität kann bereits durch erhöhte Muskelarbeit ausgelöst werden, wobei eine Abhängigkeit der PDH-Phosphatase von der mitochondrialen Ca2+-Konzentration diskutiert wird. Eine Hemmung durch Sepsis konnte bei Ratten gezeigt werden.